# CNU (cantante)
Shin Dong-woo (hangul: 신동우 (), Cheongju, Provincia de Chungcheong del Norte, 16 de junio de 1991), más conocido por su nombre artístico CNU, es un cantante, rapero, compositor y actor surcoreano. Es conocido por ser miembro del grupo masculino surcoreano B1A4. En 2012, apareció en la comedia de televisión de KBS Sent from Heaven.

## Biografía
Shin Dong-woo nació el 16 de junio de 1991 en Cheongju, Chungcheong del Norte, Corea del Sur. Estudió en la escuela secundaria Bongmyung. En su adolescencia, formó una banda de rock con su amigo Jooyoung. Posteriormente estudió en la Universidad de Hanyang en el Departamento de Teatro y Cine.

## Carrera
CNU fue revelado como miembro del quinteto ídolo B1A4 el 15 de abril de 2011, donde se desempeñó como vocalista y rapero. El grupo debutó seis días después con su miniálbum debut Let's Fly y el sencillo principal "OK". Desde entonces, CNU ha participado en los cuatro álbumes de estudio y seis EP de B1A4.
En mayo de 2022, la agencia de CNU confirmó que la reunión de fans en solitario de CNU '2022 B1A4 BANA - HAPPY CNU DAY' se llevaría a cabo el 12 de junio de 2022.

## Discografía

### Apariciones en bandas sonoras
| Título                                                                                        | Año  | Posiciones más altas en los gráficos | Álbum                            |
| Título                                                                                        | Año  | COR                                  | Álbum                            |
| --------------------------------------------------------------------------------------------- | ---- | ------------------------------------ | -------------------------------- |
| "The Way to Find Love" (사랑을 찾는 방법 (romanización revisada, Sarangeul Channeun Bangbeop) | 2016 | —                                    | Cinderella with Four Knights OST |
| "No Problem" (괜찮아; Gwaenchanha) (con Baro)                                                 | 2018 | —                                    | Prison Playbook OST              |
| "Fly Away"                                                                                    | 2022 | —                                    | Ghost Doctor OST                 |
| "Heigh-Ho"                                                                                    | 2022 | —                                    | Find the 1st Prize OST           |

## Filmografía

### Series de televisión
| Año  | Título                        | Papel        | Notas              | Ref.  |
| ---- | ----------------------------- | ------------ | ------------------ | ----- |
| 2012 | Sent from Heaven              | Shin-woo     |                    |       |
| 2018 | Ms. Ma, Nemesis               | Bae Do-hwan  |                    | [ 6 ] |
| 2022 | O'PENing – Find the 1st Prize | Kim Hyun-woo | Drama; Temporada 5 | [ 7 ] |

### Videos musicales
| Año  | Título de la canción | Artista   | Álbum                        |
| ---- | -------------------- | --------- | ---------------------------- |
| 2013 | Frozen               | Shin-bora | Primer álbum sencillo “꽁꽁” |

## Teatro musical
| Año  | Título               | Papel          | Notas |
| ---- | -------------------- | -------------- | ----- |
| 2015 | Chess                | Anatoly Karpov |       |
| 2016 | The Three Musketeers | d'Artagnan     |       |
| 2017 | Hamlet               | Hamlet         |       |
| 2021 | Gwangju              | Park Han Su    |       |